# Allalinhorn
O Allalinhorn é uma montanha no Maciço dos Mischabels, situado no cantão do Valais, Suíça, e com 4027 m de altitude é um dos cumes dos Alpes com mais de 4000 m.

## Ascensão
A primeira ascensão foi feita em 28 de agosto de 1856, por Edward L. Ames com o guia Franz Andenmatten e Johann Imseng.
Atualmente o seu acesso é "quase possível a qualquer pessoa" se se utilizar o Metro Alpino, um funicular através da montanha em Saas Fee que chega aos 3500 m, para se poder aceder ao restaurante. O resto do trajeto é feito inteiramente num glaciar.

## Imagem

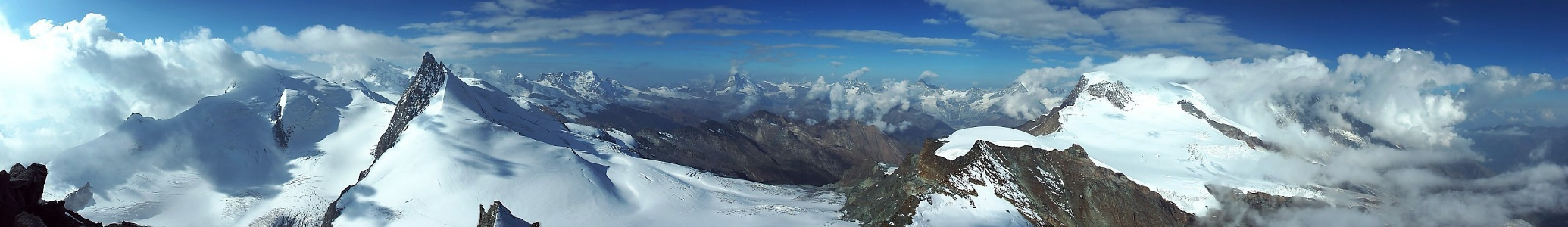
Panorama do cimo do Allalinhorn